# Trachusa longicornis
Trachusa longicornis är en biart som först beskrevs av Heinrich Friese 1902.  Trachusa longicornis ingår i släktet hartsbin, och familjen buksamlarbin. Inga underarter finns listade i Catalogue of Life.